# Dadeldhura (dystrykt)

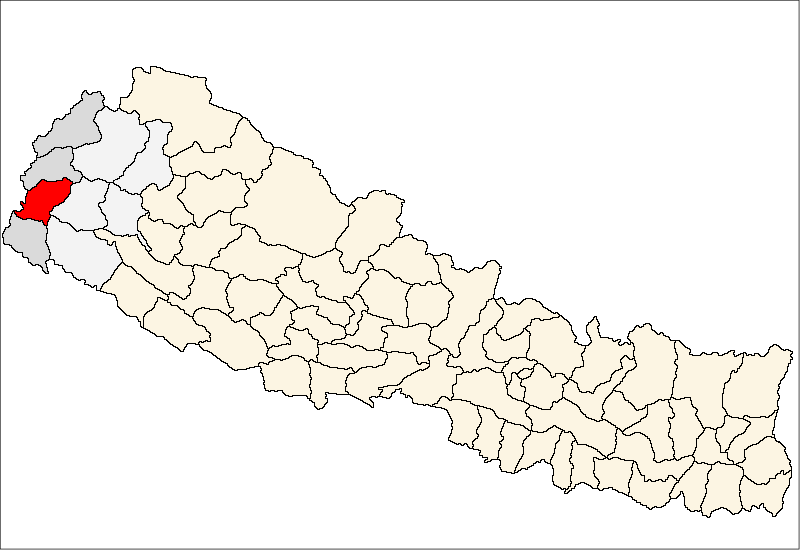
Dystrykt Dadeldhura

Dystrykt Dadeldhura (nep. डडेलधुरा) – jeden z siedemdziesięciu pięciu dystryktów Nepalu. Leży w strefie Mahakali. Dystrykt ten zajmuje powierzchnię 1538 km², w 2001 r. zamieszkiwało go 126 162 ludzi. Stolicą jest Dadeldhura.